# ألبرت بيلامي
ألبرت بيلامي (بالإنجليزية: Albert Bellamy)‏ هو نقابي وسياسي بريطاني وبريطاني (وحمل سابقاً جنسية المملكة المتحدة لبريطانيا العظمى وأيرلندا)، ولد في 1870، وتوفي في 26 مارس 1931. حزبياً، نشط في حزب العمال. وقد في الانتخابات الفرعية في مجلس العموم البريطاني ‏، انتخب عضو برلمان المملكة المتحدة الـ34 عن دائرة أشتون-أندر-لاين (29 أكتوبر 1928 – 10 مايو 1929) وفي الانتخابات العامة في المملكة المتحدة 1929 ‏، انتخب عضو برلمان المملكة المتحدة الـ35 عن دائرة أشتون-أندر-لاين (30 مايو 1929 – 26 مارس 1931).